# Roland Peitsch
Roland Peitsch (* 1. September 1949 in Salzkotten) ist ein ehemaliger deutscher Fußballspieler. Peitsch spielte 100 Mal in der Bundesliga und erzielte neun Tore. In 150 Zweitligaspielen war er 28 Mal als Torschütze erfolgreich.

## Karriere

### Vereine
Aus der Jugendabteilung von Hannover 96 hervorgegangen, wechselte Peitsch zu Saisonbeginn 1967/68 zu Rot-Weiss Essen in die zweithöchste Spielklasse, in die Regionalliga West. Mit seiner Mannschaft schloss er die Saisons 1967/68 und 1968/69 als Zweitplatzierter ab und qualifizierte sich beide Male für die Aufstiegsrunde zur Bundesliga. Während 1968 der Aufstieg verpasst wurde, setzte man sich ein Jahr später durch. Sein Bundesligadebüt fand in München statt, der Saisonauftakt misslang mit der 0:4-Niederlage gegen den FC Bayern München; er wurde in der 68. Minute für Georg Jung eingewechselt. Sein erstes Bundesligator gelang ihm am 7. März 1970 (26. Spieltag) beim 3:3-Unentschieden im Auswärtsspiel gegen Borussia Dortmund mit dem Treffer zum 1:0 in der siebten Minute. Am Ende der Folgesaison, in der er zwei Tore in 27 Punktspielen erzielte, stieg er mit seinem Verein in die Regionalliga West ab, die am Saisonende 1971/72 als Zweitplatzierter abgeschlossen wurde, in der Gruppe 2 der Aufstiegsrunde zur Bundesliga allerdings das Nachsehen hatte. Er spielte eine weitere Saison in der Regionalliga West, beendete sie als Erstplatzierter und half in zwei Aufstiegsspielen zur geglückten Rückkehr in die Bundesliga mit, verließ den Verein, für den er 48 Erstligaspiele, sechs DFB-Pokal-, jeweils drei Ligapokal- und UI-Cupspiele sowie 22 Aufstiegsspiele bestritten hatte.
Nach Hannover gelangt, spielte er dort jeweils eine Bundesliga- und eine Zweitligasaison für Hannover 96, mit dem Verein er auch bis ins Pokal-Viertelfinale vorstieß und mit 2:3 beim FC Bayern München aus dem Wettbewerb ausschied.
Von 1975 bis 1981 war er für Arminia Bielefeld aktiv, der im weiteren sportlichen Verlauf der Ruf einer Fahrstuhlmannschaft anhaftete. Peitsch spielte in den sechs Saisonen viermal in der seinerzeit zweigleisigen 2. Bundesliga, beendete seine Profikarriere jedoch in der Bundesliga ausgerechnet an dem Ort, an dem er sein Bundesligadebüt hatte – in München. Der am 21. Februar 1981 ausgetragene 22. Spieltag gegen den FC Bayern München wurde mit 1:5 verloren.
Seine Spielerkarriere ließ er in der Oberliga Westfalen beim FC Gütersloh unter Trainer Heribert Bruchhagen ausklingen. Nach Gewinn der regionalen Meisterschaft in der Saison 1983/84 wurde in der Aufstiegsrunde der Aufstieg verpasst. Dabei stand auch ein Zwangsabstieg des Klubs im Raum, da Peitsch, ebenso wie sein Mitspieler Volker Graul, mit dem Mäzen Heinz Steinkamp Privatverträge abgeschlossen, die nach dem damaligen Amateurstatut verboten waren. Er ließ seine Karriere ab 1985 beim SV Avenwedde ausklingen.

### Nationalmannschaft
Peitsch wurde im Jahr 1971 Nationalspieler und bestritt für die seinerzeit existierende U23-Nationalmannschaft zwei Länderspiele. Am 16. Februar kam er in Elbasan beim 2:0-Sieg über die Auswahl Albaniens zum Einsatz, wie auch am 24. April in Augsburg beim 3:0-Sieg über die Auswahl der Türkei.